# Vinny Appice
Vincent „Vinny” Appice (n. 13 septembrie 1959 în Brooklyn, New York) este un baterist de muzică rock, cel mai cunoscut pentru activitatea în trupe ca Black Sabbath și Dio. Este fratele mai mic, cu aproape 13 ani, al bateristului Carmine Appice care a cântat în Vanilla Fudge și Cactus. În prezent, Vinny este implicat în proiecte ca Heaven and Hell, 3 Legged Dogg și Derringer.
1. 1 2  Montreux Jazz Festival Database[*] Verificați valoarea |titlelink= (ajutor);